# تخته‌بند

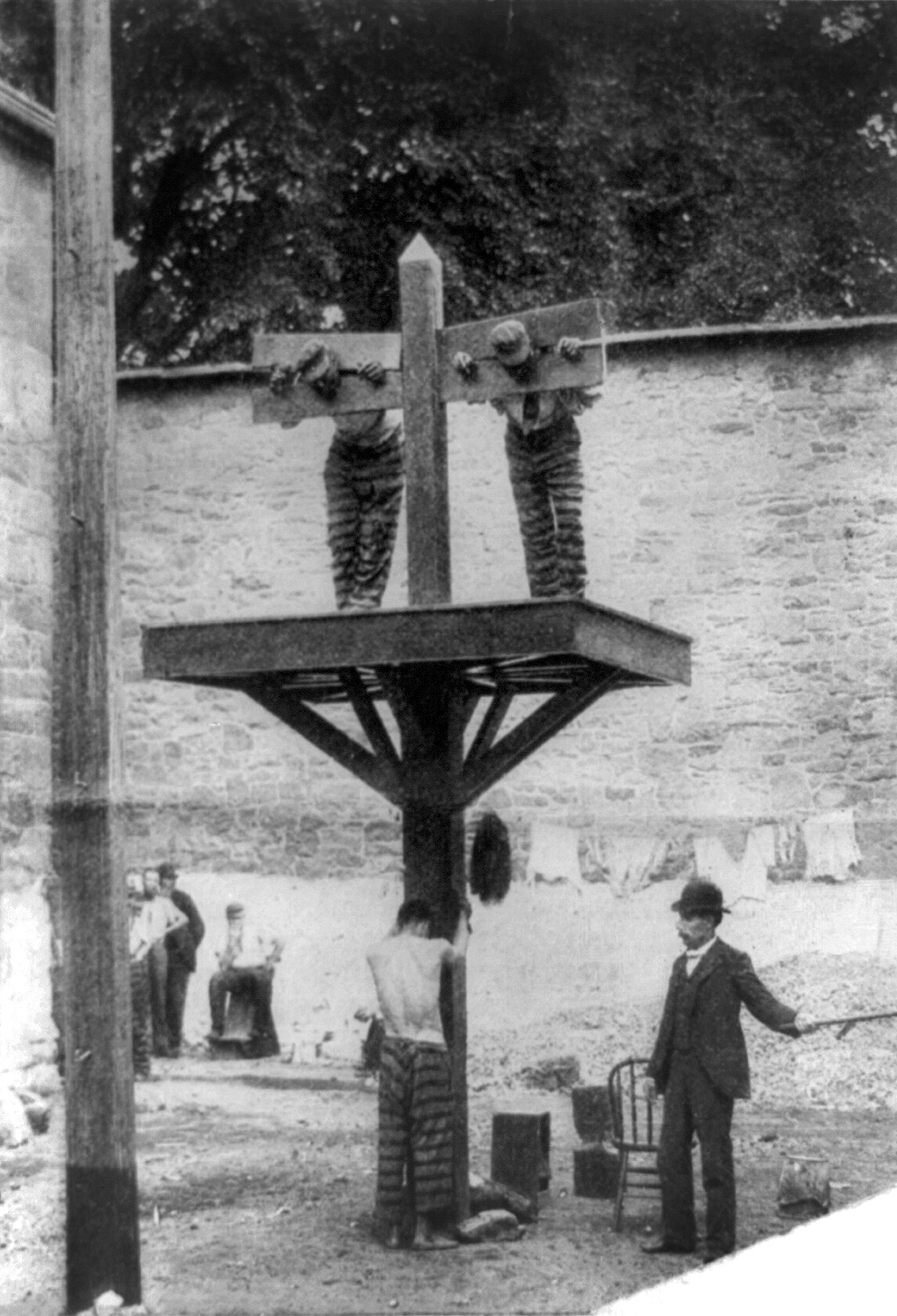
جایگاه شلاق زدن در زندان شهرستان نیو کسل، دلاویر ۱۸۹۷.

تَخته‌بَند یا قاپوق وسیله‌ای بود در قدیم که برای تنبیه و شکنجه یا ثابت نگه داشتن فرد قبل از سر بریدن به کار برده می‌شد. تخته‌بند از تخته‌ای چوبی تشکیل شده که بر یک یا دو ستون چوبی استوار است و در آن تخته، سه سوراخ، یکی برای سر و دو سوراخ دیگر برای دست‌ها جاسازی شده‌است.
تخته‌بند کردن افراد در قدیم برای خوارداشت آن‌ها در معرض همگانی یا شکنجه آن‌ها صورت می‌گرفت. هدف اصلی از تخته‌بند کردن دادن شکنجه روانی به فرد بزهکار بود؛ ولی در سده‌های میانه در اروپا تماشاگران مجاز بودند که به سوی فرد تخته‌بندشده، میوه گندیده و سنگ پرتاب کنند و او را به باد دشنام بگیرند. تنبیه با تخته‌بند در سده‌های میانه و در زمانی که هنوز تنبیه مجرم با زندان‌های درازمدت رواج نداشت در سراسر اروپا وجود داشت.
نمونهٔ کاربرد این واژه در ادبیات فارسی:
چامه‌ای از حافظ شیرازی:
| چو شد باغ روحانیان مسکنم |  | در اینجا چرا تخته‌بند تنم |